# Pristobrycon maculipinnis
Pristobrycon maculipinnis es una especie de peces de la familia Characidae en el orden de los Characiformes.

## Morfología
Los machos pueden llegar alcanzar los 24,8 cm de longitud total.
- Número de  vértebras: 37-39.[1]

## Hábitat
Vive en zonas de clima tropical.

## Distribución geográfica
Se encuentran en Sudamérica: Venezuela.